# Lista misiunilor de menținere a păcii a Națiunilor Unite
     prezente
     din trecut

Misiuni de menținere a păcii:
prezente
din trecut

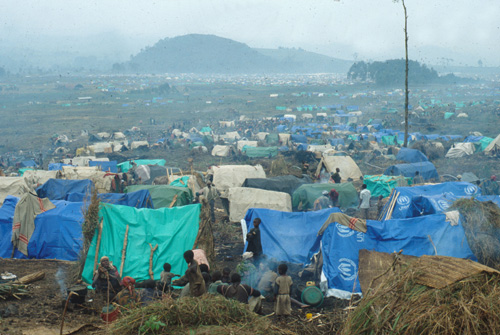
Un campus de refugiaţi ONU din Rwanda.

Aceasta este o listă cu misiunile de menținere a păcii a Națiunilor Unite, cu datele de desfășurare, numele legate de conflict, precum și numele operațiunii ONU. Misiunile de menținere a păcii este o modalitate de a ajuta țările sfâșiat de conflicte de a crea condițiile pentru o dezvoltare durabilă a păcii. ONU menține soldați al păcii și ofițeri militari, ofițeri de poliție civilă și personalul civil în mai multe țări monitorizate respectarea proceselor de pace care apar în situații post-conflict, precum și a ex-combatanților în punerea în aplicare a acordurilor de pace pe care le-au semnat. O astfel de asistență vine în mai multe forme, inclusiv măsuri de consolidare a încrederii, de putere, acorduri de partajare, sprijin electoral, consolidarea statului de drept, precum și dezvoltarea economică și socială. Toate operațiunile trebuie să includă acțiuni de soluționare a conflictelor, prin utilizarea forței pentru a fi considerate valabile în conformitate cu Carta Națiunilor Unite.
Carta Națiunilor Unite dă puterea și responsabilitate Consiliului de Securitate de a iniția o acțiune colectivă pentru a menține pacea și securitatea internațională. Din acest motiv, comunitatea internațională, de obicei, se uită la Consiliul de Securitate pentru a autoriza operațiuni de menținere a păcii. Cele mai multe dintre aceste operațiuni sunt stabilite și puse în aplicare de către Organizația Națiunilor Unite în sine, cu trupe care servesc sub comanda operațională ONU. În alte cazuri, în cazul în care implicarea directă a ONU nu este fezabil, Consiliul autorizează organizații regionale, cum ar fi Organizația Tratatului Atlanticului de Nord, Comunitatea Economică din Africa de Vest sau coaliții de țări care doresc să pună în aplicare anumite misiuni de menținere a păcii sau sî execute funcții pentru a păstra pacea.

## Misiuni actuale

### Africa
| Începutul operațiunii | Numele operațiunii                                            | Locația                   | Conflictul                       | Website                                  |  |
| --------------------- | ------------------------------------------------------------- | ------------------------- | -------------------------------- | ---------------------------------------- |  |
| 1991                  | Misiunea pentru Referendum a ONU din Sahara de Vest (MINURSO) | Sahara Occidentală        | Sahara de Vest                   | Ocupația marocană a Saharei de Est       |  |
| 1999                  | Misiunea ONU în Republica Democrată Congo (MONUSCO)           | Republica Democrată Congo | Republica Democrată Congo        | Al doi-lea război concolez               |  |
| 2003                  | Misiunea ONU în Liberia (UNMIL)                               | Liberia                   | Liberia                          | Al doilea război civil liberian          |  |
| 2004                  | Operațiunea ONU din Côte d'Ivoire (UNOCI)                     | Coasta de Fildeș          | Côte d'Ivoire                    | Războiul Civil din Côte d'Ivoire         |  |
| 2005                  | Misiunea ONU din Sudan (UNMIS)                                | Sudan                     | Sudan                            | Al doilea război civil sudanez           |  |
| 2007                  | Misiunea ONU/Uniunea Africană din Darfur (UNAMID)             | Sudan                     | Sudan                            | Conflictul din Darfur                    |  |
| 2007                  | Misiunea ONU din Republica Central-Africană Ciad (MINURCAT)   | Ciad                      | Ciad, Republica Central-Africană | Conflictul din Darfur, Războiul din Ciad |  |

### America
| Începutul operațiunii | Numele operațiunii                           | Locația | Conflictul | Website                    |  |
| --------------------- | -------------------------------------------- | ------- | ---------- | -------------------------- |  |
| 2004                  | Misiunea de Stabilizare din Haiti (MINUSTAH) | Haiti   | Haiti      | Rebeliune din Haitii, 2004 |  |

### Asia
| Începutul operațiunii | Numele operațiunii                                          | Locația  | Conflictul     | Website                  |  |
| --------------------- | ----------------------------------------------------------- | -------- | -------------- | ------------------------ |  |
| 1949                  | Grupul Militar de observare din India si Pakistan (UNMOGIP) | India    | India          | Războiul Indi-pakistanez |  |
| 1949                  | Grupul Militar de observare din India si Pakistan (UNMOGIP) | Pakistan | Pakistan       | Războiul Indi-pakistanez |  |
| 2006                  | Misiunea Integrată din Timorul de Est (UNMIT)               |          | Timorul de Est | 2006 East Timor crisis   |  |

### Europa
| Începutul operațiunii | Numele operațiunii                                | Locația | Conflictul | Website             |                                                   |
| --------------------- | ------------------------------------------------- | ------- | ---------- | ------------------- | ------------------------------------------------- |
| 1964                  | Forța de menținere a păcii din Cipriu (UNFICYP)   | 1       | Cipru      | Disputa ciprului    |                                                   |
| 1964                  | Forța de menținere a păcii din Cipriu (UNFICYP)   |         |            | Disputa ciprului    |                                                   |
| 1993                  | Misiunea de pace din Georgian (UNOMIG)            | Georgia | Georgia    | Abkhazian War       |                                                   |
| 1999                  | Misiunea de Administrare a ONU din Kosovo (UNMIK) | Kosovo  | Kosovo     | Războiul din Kosovo | Arhivat în 22 februarie 2011, la Wayback Machine. |
| 1999                  | Misiunea de Administrare a ONU din Kosovo (UNMIK) | Serbia  | Kosovo     | Războiul din Kosovo | Arhivat în 22 februarie 2011, la Wayback Machine. |

### Orientul Mijlociu
| Începutul operațiunii | Numele operațiunii                            | Locația | Conflictul        | Website                                                                 |  |
| --------------------- | --------------------------------------------- | ------- | ----------------- | ----------------------------------------------------------------------- |  |
| 1948                  | Supravegherea armistițiului (UNTSO)           | 1       | Orientul Mijlociu | (Monitorizează situația și sprijină UNDOF și UNIFIL)                    |  |
| 1974                  | Forța de observare pentru dezafectare (UNDOF) | Israel  | Înlălțimile Golan | Acceptat unilateral de Siriași Israel în urma Războiului de Yom Kippur. |  |
| 1974                  | Forța de observare pentru dezafectare (UNDOF) | Liban   | Înlălțimile Golan | Acceptat unilateral de Siriași Israel în urma Războiului de Yom Kippur. |  |
| 1974                  | Forța de observare pentru dezafectare (UNDOF) | 2       | Înlălțimile Golan | Acceptat unilateral de Siriași Israel în urma Războiului de Yom Kippur. |  |
| 1978                  | Forța de pace din Liban (UNIFIL)              | Liban   | Liban             | Invadarea Libanului de către Israel în 2006                             |  |

â